# 허우융
허우융(중국어: 侯勇, 병음: Hóu Yǒng, 1967년 2월 23일 ~ )은 중국의 배우, 영화 배우, 텔레비전 배우이다. 장쑤성 롄윈강시에서 태어났다.

## 방송
- 여랑공무
- 마랄녀병
- 아시특충병지리인출초
- 기포 2
- 아시특충병

## 영화
- 열화영웅 (2019년)
- 일호목표 (2014년)
- 파이팅 (2014년)
- 80년대의 투쟁 (2014년)
- 여랑공무 (2012년)
- 아시특충병지리인출초 (2012년)
- 마랄녀병 (2012년)
- 대진제국 (2009년) - 진효공 역
- 건국대업 (2009년)
- 적벽대전 2부 - 최후의 결전 (2009년) - 노숙 역
- 적벽대전 1부 - 거대한 전쟁의 시작 (2008년) - 노숙 역
- 팔월일일 (2007년)
- 타이항산에서 (2005년)
- 무괴창생 (2004년)